# Przemysław Trytko
Przemysław Trytko (ur. 26 sierpnia 1987 w Opolu) – polski piłkarz występujący na pozycji napastnika.

## Kariera klubowa
W latach 2002–2006 grał w Gwarku Zabrze, a wcześniej w Odrze Opole i Budowlanych Strzelce Opolskie. Od 2006 był zawodnikiem FC Energie Cottbus. Z powodu braku miejsca w podstawowym składzie w sezonie 2008/2009 był wypożyczony do Arki Gdynia. Latem 2009 okres wypożyczenia został przedłużony. W lipcu 2010 podpisał kontrakt z Jagiellonią Białystok. W Jagiellonii jednak nie przebił się do pierwszego składu i został wypożyczony do I ligowej Polonii Bytom. W sezonie 2012/13 Trytko został wypożyczony na pół roku do niemieckiego klubu FC Carl Zeiss Jena. 10 stycznia 2013 po powrocie do Jagiellonii z wypożyczenia do niemieckiego IV-ligowego klubu FC Carl Zeiss Jena Trytko rozwiązał za porozumieniem stron obowiązujący kontrakt z klubem z Podlasia. 17 stycznia 2013 powrócił do klubu z Jeny, gdzie rozegrał rundę wiosenną sezonu 2012/13. 14 czerwca 2013 związał się kontraktem z klubem z Kielc.
W kolejnych latach występował przez rok w Kazachstanie, a następnie w niższych polskich ligach. W czerwcu 2023 roku zakończył karierę piłkarską.

## Sukcesy

### Jagiellonia Białystok
- Superpuchar Polski: 2010[5]

### Arka Gdynia
- Puchar Polski: 2016/2017